# Partito Comunista dell'Estonia (1990)
Il Partito Comunista Estone (in estone: Eestimaa Kommunistlik Partei, EKP) è stato un partito politico dell'Estonia.
Fu fondato il 25 marzo 1990 per effetto di una scissione interna al Partito Comunista dell'Estonia, dopo che questo, nel corso del suo XX congresso, aveva stabilito di rendersi autonomo dal Partito Comunista dell'Unione Sovietica. Era noto anche con la denominazione di "Partito della Notte" (Ööpartei), essendosi affermato in una sessione notturna svoltasi dopo la conclusione del congresso stesso; primo segretario del partito fu Lembit Annus.
Avendo ritenuto legittimo il Putsch di agosto, fu bandito dalle autorità nel 1991.
Dopo la dissoluzione dell'Unione Sovietica, si aprì una disputa col Partito Democratico Estone del Lavoro, successore dello storico EKP, in merito alla spettanza dei beni di proprietà dell'originario partito ormai dissolto.